# 비중량
비중량(영어: specific weight)은 물질의 단위 부피당 중량으로 나타낸 값이다. 단위 중량이라고 불리기도 한다. 비중량은 일반적으로 γ(그리스 문자 감마)로 나타낸다.
섭씨 5도의 지표면에서 물의 비중량은 보통 9.807 kN/m3 혹은 62.43 lbf/ft3으로 쓰인다.

## 일반식
{\displaystyle \gamma =\rho \,g}에서
{\displaystyle \gamma }는 물질의 비중량이다. (단위 부피당 무게, 그 단위로 일반적으로 N/m3가 쓰임.)
{\displaystyle \rho }는 물질의 밀도 (단위 부피당 질량, 그 단위로 일반적으로 kg/m3가 쓰임.)
{\displaystyle g}는 중력 가속도 (속력의 변화량, m/s2으로 주어짐, 지구상에선 일반적으로 9.81 m/s2가 쓰임.)

## 같이 보기
- 비부피
- 비중